# Blaine Anderson
Blaine Devon Anderson è un personaggio della serie televisiva Glee, interpretato dall'attore, Darren Criss, fa la sua prima comparsa nel sesto episodio della seconda stagione, Il primo bacio, è uno studente, apertamente gay, dell'Accademia Dalton, e membro degli Usignoli (Warblers), coro rivale delle Nuove Direzioni.
Blaine inizialmente è stato mentore per il membro delle Nuove Direzioni Kurt Hummel (Chris Colfer). La chimica tra i due, unita al supporto dei fan per la coppia, ha portato il co-creatore della serie Ryan Murphy a farli diventare una coppia. Il loro rapporto è stato ben accolto dalla critica e sono stati nominati "una delle coppie TV più amate del millennio" da Jarett Wieselman del New York Post. All'inizio della terza stagione, Blaine si trasferisce alla McKinley High e si unisce alle Nuove Direzioni; contemporaneamente, Criss è stato promosso da guest star ricorrente al cast principale dello show. Criss ha fatto il provino per Glee diverse volte prima di essere scelto come Blaine, anche per il ruolo principale di Finn Hudson. Credeva di non essere adatto a quel personaggio, ma si identifica con Blaine, essendo cresciuto nella "comunità gay". Interpreta Blaine come carismatico e fiducioso, e trova la sua giovane auto-accettazione un appropriato contrappunto alle comuni rappresentazioni mediatiche di personaggi gay.
Come cantante degli Usignoli e successivo membro delle Nuove Direzioni, Blaine ha eseguito diverse canzoni nella serie televisiva. La prima, una versione di "Teenage Dream" di Katy Perry, divenne il singolo più venduto della serie, raggiunse la posizione numero otto nella Billboard Hot 100 e fu certificato oro negli Stati Uniti. Le canzoni sono diventate abbastanza popolari da giustificare un album della colonna sonora degli Usignoli, Glee: The Music Presents the Warblers. Blaine ha ricevuto recensioni per lo più positive dalla critica; Criss è stato insignito di una stella nascente dalla Gay and Lesbian Entertainment Critics Association per la sua interpretazione. Mentre la relazione Blaine – Kurt ("Klaine") è stata accolta con successo, la trama dell'episodio in cui Blaine ha messo in dubbio la sua sessualità ha suscitato recensioni negative per aver minato la sua precedente caratterizzazione come adolescente gay fiducioso.

## Biografia

### Seconda Stagione
Solista degli Usignoli, il coro della Dalton Academy, un liceo privato. Incontra Kurt Hummel, membro del coro rivale delle Nuove Direzioni, quando quest'ultimo si intrufola alla Dalton Academy per spiare i rivali. Dopo aver riconosciuto l'intruso, Blaine e altri due compagni lo invitano in caffetteria e lì Kurt chiede a Blaine se è gay. Il ragazzo conferma di esserlo. Kurt rivela a Blaine di essere vittima di bullismo al McKinley a causa della sua omosessualità, così Blaine gli confessa di aver subito lo stesso trattamento nella sua vecchia scuola, tanto da doversi trasferire alla Dalton Academy, scuola che infatti applica una rigida politica anti-bullismo.
Blaine fa amicizia con Kurt, e lo aiuta a resistere ai bulli della sua scuola. Ma le minacce e le violenze contro Kurt aumentano, così anche lui, si trasferisce alla Dalton Academy, e, pur non venendo ricambiato, Blaine lo vede solo come un amico, finisce per innamorarsi di lui. Durante l'episodio Stupide canzoni d'amore, Blaine chiede aiuto a Kurt per cantare una serenata a Jeremiah, il ragazzo di cui si è innamorato, e che lavora in un negozio di abbigliamento Gap. Grazie all'aiuto del coro degli Usignoli, Blaine canta, When I Get You Alone nel negozio in cui lavora il giovane. Alla fine dell'esibizione Blaine e Kurt incontrano Jeremiah, licenziato a causa della canzone, che irritato, afferma di non provare assolutamente niente per Blaine. Kurt, alla fine dell'episodio confessa a Blaine i suoi sentimenti, il quale gli confessa di non essere affatto bravo in amore, e di non voler rovinare la loro amicizia.
Kurt e Blaine partecipano a una festa organizzata da Rachel Berry. I presenti, dopo essersi ubriacati, si cimentano al gioco della bottiglia, in un turno del quale Rachel deve baciare Blaine. Blaine resta così colpito dal bacio con la ragazza, che crede di poter essere bisessuale, e, accetta, quando Rachel gli chiede un appuntamento. Ma quando lei lo bacia di nuovo mentre sono entrambi sobri, egli conclude di essere al "100% gay".

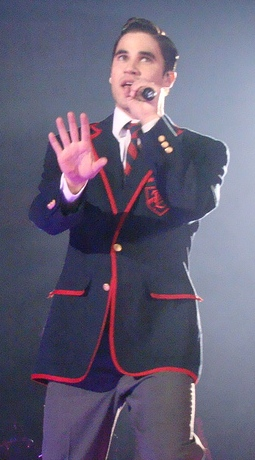
Darren Criss si esibisce nei panni di Blaine nel Glee Concert 3D

Nell'episodio "Sexy" Blaine si rende conto dell'ignoranza di Kurt riguardo agli aspetti della sessualità, e chiede a suo padre, Burt Hummel, di parlarne con Kurt. Nel corso di una riunione degli Usignoli, Kurt arriva in ritardo e annuncia che il canarino mascotte del gruppo, Pavarotti, è morto. In suo onore canta Blackbird, davanti a tutti gli Usignoli, commuovendo in particolare Blaine. Più tardi infatti, il ragazzo confessa a Kurt che la canzone gli ha aperto gli occhi: Kurt lo emoziona, così i due si scambiano un bacio e alle Regionali cantano un duetto molto romantico sulle note di Candles, alla fine del quale Blaine spinge affettuosamente Kurt sotto il riflettore. A vincere sono però le Nuove Direzioni. Nonostante questo, Blaine conforta la delusione di Kurt spiegandogli che nonostante la sconfitta, in realtà, hanno vinto loro perché si sono trovati.
Durante un concerto per raccogliere fondi al McKinley, Blaine e Kurt vanno a supportare gli amici delle Nuove Direzioni, mentre Kurt mostra al ragazzo la sua scuola. In questa sede i due incontrano David Karofsky, bullo che ha preso di mira Kurt, che li attacca e inizia a spingere Blaine, che a sua volta contrattacca. Arriva però Santana che prende le difese dei due ragazzi fermando così il litigio. Kurt sente ancora la mancanza delle Nuove Direzioni, e, dopo un confronto con Dave, decide di ritornare al McKinley. Blaine, insieme agli Usignoli canta il loro addio a Kurt con la canzone, Somewhere Only We Know. Alla fine dell'esibizione i due fidanzati si abbracciano, e Blaine, commosso, lascia Kurt tra le braccia dei suoi ritrovati compagni.
Nell'episodio, Il ballo, Kurt chiede a Blaine di accompagnarlo al ballo scolastico del McKinley ma il ragazzo inizialmente è restio. Infatti racconta a Kurt che l'ultima volta in cui partecipò, chiese a un altro ragazzo gay di accompagnarlo, ma la sera del ballo, mentre i due aspettavano che i genitori li venissero a prendere, un gruppo di compagni li picchiò e da quel momento Blaine odia i balli. Ma allo sguardo dolce di Kurt, Blaine decide comunque di accompagnarlo e si offre inoltre di cantare durante la serata. La sera del ballo però, quando il preside Figgins annuncia Kurt come reginetta del ballo, il ragazzo, che non si era neppure candidato, fugge via; Blaine lo segue e gli propone più volte di accompagnarlo a casa, ma Kurt, deciso a non lasciarsi abbattere da niente e nessuno, torna al ballo e si fa incoronare. In seguito al rifiuto di Karofsky, eletto re della festa, di eseguire il primo ballo con la "reginetta", Blaine si offre come cavaliere invitando Kurt a ballare con lui.
Al rientro da New York, Kurt e Blaine si incontrano al 'Lima Bean' e lì Kurt racconta tutte le sue avventure newyorchesi al ragazzo, che lo guarda con occhi sognati per tutta la durata del racconto. Appena Kurt finisce di parlare Blaine dichiara di amarlo e Kurt confessa di ricambiarlo ma i due vengono interrotti da Mercedes e Sam.

### Terza Stagione
Durante l'estate Kurt chiede più volte a Blaine di trasferirsi al McKinley, ma lui, il primo giorno di scuola, non ha ancora deciso. Kurt lo convince dicendogli che vuole vederlo di più, così Blaine si trasferisce al McKinley, e, per sentirsi a suo agio nelle Nuove Direzione canta It's Not Unusual. Alla fine di questa performance Santana e le Cheerios incendiano il pianoforte. Nella seconda puntata si unisce per un po' di tempo alle prove di ballo del glee e partecipa al musical della scuola "West Side Story". Inizialmente vorrebbe interpretare Tony, ruolo a cui però aspira anche Kurt, e perciò scrive nel suo curriculum che è interessato solo al ruolo di Bernardo. Alla fine, però, quando gli viene proposto di recitare nel ruolo di Tony, non riesce a dire di no. Nella terza puntata Kurt gli regala dei fiori dicendo, che, secondo lui, meriterebbe lui, quel ruolo; infatti, a fine puntata, si vengono a sapere tutti i ruoli: Blaine interpreterà Tony mentre Kurt il ruolo dell'Officer Krupke. Ottenuti i ruoli i due si abbracciano, anche se Kurt sembra un po' scontento. Attraverso le prove per il musical cantando "Tonight", Rachel e Blaine vengono subito fermati da Artie che chiarisce immediatamente che quella canzone è il simbolo di un risveglio sessuale. Entrambi i ragazzi sono molto imbarazzati, dato che ambedue sono ancora vergini.
Quando Blaine fa visita alla Dalton, per invitare i suoi ex-compagni, incontra Sebastian Smythe, un altro ragazzo gay che fa subito capire a Blaine di essere molto interessato a lui, chiedendogli chiede se si possono rivedere, e invita i due fidanzati ad unirsi ad una serata allo Scandals, un bar gay, così Blaine e Kurt, dopo un momento di imbarazzo da parte di Blaine, accettano. Arrivati al bar, Sebastian e Blaine incominciano a ballare insieme mentre Kurt si sofferma a parlare con un inaspettato Dave Kartosfky. Kurt e Blaine escono dal bar con quest'ultimo ubriaco che intende in tutti i modi di copulare con Kurt ma il ragazzo gli dice con farebbe mai sesso con lui in questo stato. Dopo la prima di "West Side Story", alla quale sono presenti anche gli usignoli, Blaine si ritrova sul palco a riprovare un passo che nella serata non gli è riuscito bene; nel frattempo lo raggiunge Kurt: gli dice che è stato davvero bravo, acclamato da tutti, soprattutto da Sebastian. Blaine rassicura Kurt dicendogli che non c'è niente tra di lui e Sebastian e si scusa dicendo che è stato uno stupido nel tentare di copulare con lui da ubriaco. Anche Kurt chiede scusa a Blaine, ma Blaine lo blocca subito dicendogli che non è affatto un idiota e baciandolo appassionatamente. Blaine gli comunica poi che Artie ha dato una festa dopo la prima, ma Kurt lo ferma dicendo che vuole andare a casa sua, facendogli capire che è pronto a far l'amore con lui. Così, a fine serata, i due fidanzati perdono la loro verginità con la persona che amano. La loro relazione continua per tutta la stagione fra alti e bassi.
Quando le Nuove Direzioni e gli Usignoli competono informalmente in "Michael" per determinare quale club può eseguire la musica di Michael Jackson al prossimo coro delle regionali, Sebastian lancia un granello contenente sale a Kurt, ma Blaine si interpone e viene colpito negli occhi; la sua cornea è gravemente graffiata e richiede un intervento chirurgico. Il suo occhio guarisce, e torna in tempo con le Nuove Direzioni per sconfiggere gli Usignoli alle Regionali. Il fratello maggiore di Blaine, Cooper (Matt Bomer), attore di successo negli spot pubblicitari, visita l'Ohio e i due ottengono un riavvicinamento. 
La relazione di Blaine con Kurt è in seguito tesa quando Kurt flirta di testo con un ragazzo che ha incontrato mentre si preparava per la sua audizione alla NYADA, e dall'entusiasmo di Kurt di partire per New York dopo la laurea, che separerebbe i due almeno fino a quando Blaine si laureerà l'anno successivo. Le due cose si risolvono, il glee club vince alle Nazionali e la coppia è ancora una coppia alla fine dell'anno scolastico, anche se Blaine è ancora a disagio per la prolungata separazione fisica che le sta affrontando.

### Quarta Stagione
Nella quarta stagione Blaine convince Kurt a trasferirsi insieme a Rachel a New York pur non essendo allievo alla NYADA, ma Blaine decide di rimanere a Lima; quando Kurt si trasferisce, Blaine passa un triste periodo durante il quale si sente molto solo, anche perché Kurt, trovatosi un posto come tirocinante a Vogue.com, non gli dà più molta retta. Blaine, dopo esser diventato il rappresentante dell'istituto, decide di fare una sorpresa a Kurt andandolo a trovare e, nella stessa sera, i due, accompagnati da Rachel e Finn, si recano in un locale frequentato dagli allievi della NYADA in cui Blaine canta al pianoforte "Teenage Dream". Mentre canta si emoziona e per poco non si mette a piangere.

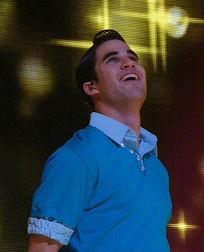
Criss nei panni di Blaine durante una tappa del Glee Tour

Successivamente Blaine confida a Kurt di averlo tradito. Nella settima puntata Blaine si reca alla Dalton per riconquistare il trofeo delle Nazionali rubato al McKinley, e lì gli Usignoli cercano di farlo tornare nella sua ex-scuola: Blaine è tentato, poiché l'unico motivo per cui se n'era andato era per stare vicino a Kurt, che non è più al McKinley. Il giorno del Ringraziamento Kurt chiama Blaine per confessargli che sta iniziando a perdonarlo, e dirgli che lo ama ancora. Dopo aver perso le Provinciali, Blaine si iscrive insieme a Tina nei Cheerios, e, nell'episodio natalizio, fa un'altra sorpresa a Kurt, andando a New York e cantando insieme a lui su una pista di pattinaggio.  Il ballo di quest'anno del McKinley sarà un ballo Sadie Hawkins, e Blaine viene inaspettatamente invitato da Tina, che si è innamorata di lui. Il ragazzo in un primo momento rifiuta l'invito, ma successivamente lo accetta. Nel giorno del matrimonio di Will, Blaine, dopo aver cantato con Kurt, andrà a letto con lui, pur sapendo che è ancora deciso a non avere con lui una relazione.
Blaine si era unito brevemente ai Cheerios quando sembrava che le Nuove Direzioni si sarebbero sciolti dopo la perdita dei Provinciali, e l'allenatore delle cheerleader Sue (Jane Lynch) ha ricattato Blaine per ricongiungersi; Blaine e Sam escogitano un piano per far cadere Sue dall'interno. Blaine alla fine confessa a Sam di provare dei sentimenti per lui, a cui Sam gli assicura che è in qualche modo lusingato dall'onestà e dall'attrazione di Blaine, e che ciò non cambierebbe il fatto che Blaine sia ancora il migliore amico di Sam. Blaine ama ancora Kurt e chiede a Burt il suo permesso di proporre a Kurt, ma Burt gli dice che sono troppo giovani per sposarsi, e gli consiglia di aspettare. Blaine rimane determinato, tuttavia, e mentre acquista un anello, incontra Jan, una gioielliera lesbica che è stato la sua partner Liz per oltre trenta anni. Jan si offre di essere un mentore per lui, e in seguito Blaine e Kurt cenano con Jan e Liz, dove Jan e Liz spiegano come la loro relazione si è evoluta nel corso degli anni e la loro esperienza con la crescente accettazione delle persone gay. Le Nuove Direzioni vincono alle Regionali e Will ed Emma si sposano subito dopo, con il glee club, oltre ad alcuni laureati tra cui Kurt, presenti. Viene mostrato Blaine, al termine della cerimonia, con in mano un portagioie dietro la schiena.

### Quinta e Sesta Stagione
Nella première della stagione, "Love Love Love", Blaine e Kurt decidono di essere di nuovo fidanzati. Blaine vuole ancora sposare Kurt e mette in scena una proposta di matrimonio elaborata e di successo alla Dalton Academy, dove lui e Kurt si incontrarono per la prima volta, accompagnati dalle Nuove Direzioni, e da tutti i loro gruppi di cori dello spettacolo rivali, compresi gli Usignoli. Fa audizioni per la NYADA e viene accettato. Le Nuove Direzioni arrivano secondi alle Nazionali e Blaine si diploma, quindi si trasferisce a New York per stare con Kurt. Cominciano a vivere insieme, ma anche se rimangono fidanzati, Blaine alla fine se ne va perché i due si rendono conto che hanno ancora bisogno del loro spazio. La relazione tra loro passa attraverso zone rocciose, inclusa l'insicurezza di Blaine quando Kurt diventa popolare a scuola, e quando un'influente socialite e un sostenitore del NYADA sentono Blaine esibirsi e si interessano alla sua carriera futura, sebbene non sia impressionata da Kurt e alla fine cerca di romperli, anche se lei fallisce e alla fine li supporta entrambi. Il loro fidanzamento si rafforza dopo aver resistito a queste tempeste e Blaine rientra con Kurt.
Blaine ritorna a Lima dopo che Kurt ha concluso il loro fidanzamento, essendo diventato così abbattuto che i suoi compiti a scuola hanno sofferto ed è stato tagliato dalla NYADA. Diventa l'allenatore degli Usignoli dell'accademia Dalton, e inizia a frequentare Dave Karofsky dopo un incontro casuale al bar gay locale. Kurt, dopo essersi reso conto di amare ancora Blaine e rimpiangendo di aver interrotto il fidanzamento, organizza il suo semestre fuori sede nel NYADA per essere a Lima, aiutando Rachel ad allenare le Nuove Direzioni: Will aveva lasciato il McKinley per allenare i Vocal Adrenaline. Sfortunatamente, quando arriva, Blaine e Karofsky sono già una coppia, e c'è ancora tensione tra Kurt e Blaine come allenatori di cori di spettacoli rivali. In "The Hurt Locker, Part Two", Sue è disperata per Kurt e Blaine e li blocca entrambi in un finto ascensore e rifiuta di lasciarli andare fino a quando non si baciano. Dopo aver resistito per molte ore, Blaine e Kurt condividono un bacio appassionato, ma non si riuniscono in seguito.
In seguito Blaine canta un duetto con Kurt, "Somebody Loves You", e successivamente bacia Kurt. Il giorno seguente, Blaine, sapendo di essere ancora innamorato di Kurt, lascia Karofsky; tuttavia, Kurt sta ancora vedendo un uomo più anziano, Walter. Kurt dice a Walter che andrà alle nozze di Brittany e Santana con Blaine, non lui, e su consiglio di Walter, ritorna da Blaine; i due diventano di nuovo una coppia. Al matrimonio, Brittany insiste sul fatto che Kurt e Blaine si sposino insieme a lei e Santana. Sebbene inizialmente scettici, Kurt e Blaine concordano e si sposano, con Burt che officia la cerimonia congiunta. La Dalton Academy brucia in "Ascesa e declino di Sue Sylvester", e gli Usignoli che si trasferiscono a McKinley sono accettati nelle Nuove Direzioni, con Blaine che si unisce a Rachel e Kurt come allenatori del Glee Club combinato. Nel finale della serie, "I sogni si avverano", dopo che hanno vinto le nazionali, Blaine e Kurt partono per New York, con Blaine che frequenta la New York University e Kurt che ritorna a New York insieme a una Rachel reintegrata. L'episodio salta avanti fino al 2020 e Blaine e Kurt sono mostrati attori e una coppia sposata di celebrità; visitano anche le scuole per intrattenere e parlare dell'accettazione. Rachel, che è sposata con Jesse, è incinta della figlia di Blaine e Kurt.

## Creazione

### Concezione e casting

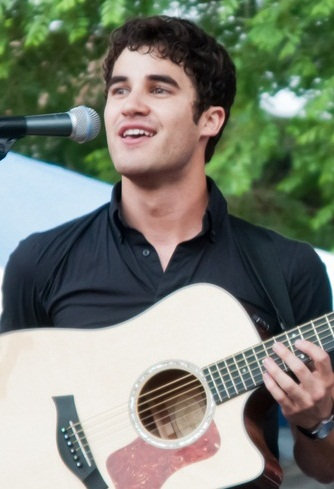
Darren Criss in concerto a Chicago nel 2011

Blaine è interpretato dall'attore Darren Criss, che ha fatto il provino per Glee diverse volte per diversi ruoli prima della creazione del personaggio Blaine. Inizialmente ha fatto il provino per interpretare Finn Hudson. Criss ha realizzato diversi video di provini per Glee, di cui ha pubblicato solo uno sul sito di social network MySpace, dove ha cantato una cover della canzone di Bill Withers "Lean on Me". Sebbene gli sceneggiatori della serie li abbiano visti, li considera complementari alla sua audizione principale, che era per il creatore della serie Ryan Murphy. Murphy non aveva visto nessuna delle precedenti audizioni di Criss, ma sapeva che sarebbe stato l'attore giusto per Blaine non appena lo ha visto. L'attore si è tagliato i capelli lunghi prima del provino, per adattarsi al ruolo "serio". Prima della produzione della seconda stagione, circolavano voci secondo cui i prossimi episodi avrebbero mostrato un interesse amoroso per Kurt. La speculazione iniziale dei fan e dei media ha suggerito che Sam Evans (Chord Overstreet) è stato creato per ricoprire questo ruolo; tuttavia, secondo Overstreet, la trama di Sam lo ha rapidamente abbinato a Quinn Fabray (Dianna Agron) a causa della chimica che i produttori hanno scoperto tra lui e la  Agron. Nel settembre 2010, è stato confermato che Criss si sarebbe unito allo spettacolo in un "nuovo ruolo gay molto chiacchierato". La speculazione dei media ha suggerito che Blaine sarebbe stato il nuovo interesse amoroso di Kurt.
La sua descrizione originale del personaggio era: 
Uno studente gay carino e carismatico di un rivale Glee club chiamato Gli Usignoli - manterrà un'amicizia strettamente platonica con l'allievo più orgoglioso e orgoglioso della McKinley High. Ma potrebbe cambiare con il passare della stagione? Sì, potrebbe. 
Murphy dichiarò che l'arco di Blaine sarebbe stato significativo. Ha spiegato: "In un certo senso diventa il mentore di Kurt e poi forse l'amore [...] Kurt lo ammira davvero e lo rispetta". Dopo le sue prime apparizioni, è stato riferito che Criss era stato confermato come un normale della serie per il resto della seconda stagione e per la terza stagione di Glee.
Questo si basava sui commenti di Murphy, che ha dichiarato: "Darren è diventato una tale sensazione in una settimana, che adoro. Penso che ci sia fame per lui e un modello di relazione positiva. Continuerà sicuramente per tutto l'anno e più a lungo." Tuttavia, l'attore in seguito ha negato che il suo ruolo fosse stato aggiornato e ha detto:" Non mi è mai stato confermato ufficialmente. Penso che l'opzione sia lì e che vogliano mantenere Blaine in giro." Murphy ha rivelato che Blaine potrebbe unirsi a Nuove Direzioni durante la terza stagione.
Criss sperava che ciò non accadesse, visto che gli piace essere alla Dalton Academy, ma ha ammesso: "Non è il mio appello. Sono felice di servire qualunque storia vogliano." Per la terza stagione di Glee, Criss fu promosso a personaggio regolare, e Blaine si unì alle Nuove Direzioni quando si trasferì al McKinley per stare con Kurt.

### Caratterizzazione
Alla prima apparizione di Blaine, Criss descrisse il suo personaggio come "un ragazzo molto carismatico, composto e composto". Ha affermato che sebbene Blaine sia gay, non è "eccessivamente regale, e nemmeno troppo eccentrico", e che mentre la sua sessualità è una "parte enorme di ciò che è", non è un aspetto importante di come vorrebbe essere percepito. A causa di somiglianze che derivano dalla loro sessualità condivisa, Blaine "vede molto di se stesso in Kurt, in termini di esperienze e il modo in cui si sentono sul mondo che li circonda. Sente il bisogno di impartire le sue conoscenze, essere una fonte di forza per e aiutarlo davvero attraverso ciò che sta attraversando." Inizialmente, Criss sentiva che l'elemento più importante del suo personaggio era quello di dare a Kurt" qualcuno con cui si potesse relazionare ", e dimostrare che Kurt poteva avere" un giovane amico maschio, un sistema di supporto."
Su Blaine, Criss ha detto:
Questa è la prima volta che vedo davvero uno studente che era così giovane e innocente e alle prese con il grande calvario che deve attraversare uno studente dichiarato in così giovane età. Quando altri spettacoli presentano la cosa del personaggio gay, è in genere in situazioni molto più adulte, come i gay che vivono a New York o gli uomini che sono sposati e alle prese con quel calvario, o che fanno sesso in metropolitana, ma mai veramente il nucleo del viaggio di definizione della tua sessualità. un bel contrappeso a questo e fa una così grande aggiunta alla tavolozza multicolore che è Glee. 
Criss ha discusso del suo legame personale con Blaine in un'intervista a Vanity Fair. Ha spiegato che è cresciuto nella "comunità gay", essendo con attori teatrali, quindi è stato sollevato senza che il concetto di sessualità fosse un problema. Criss ha affermato che, sebbene si identifichi come etero, "in questo ruolo non mi entra davvero in gioco. Come attore, il tuo obiettivo è sempre quello di recitare la scena. E questo, nel caso, capita di essere un adolescente gay."
La conduttrice di talk show Ellen DeGeneres ha ritenuto Blaine" un adolescente gay molto fiducioso, cosa che non si vede molto in televisione." Tuttavia, Amy Reiter del Los Angeles Times ha valutato che" nonostante l'immagine che proietta, anche lui è solo un bambino che cerca di capire le cose mentre procede."
Criss ritiene che la fiducia di Blaine sia un aspetto importante del suo personaggio, poiché è raro per gli adolescenti gay in televisione essere così "sicuri di se stessi". Spera che "tutti i bambini alle prese con questo problema possano guardare a un ragazzo come Blaine e sentirsi [ispirato] dalla sua sicurezza."

## Relazioni
Il rapporto Kurt-Blaine, a volte indicato "Klaine" dai fan di Glee e dai media, si sviluppò lentamente. Come showrunner della serie, Murphy si è sentito in dovere di separare i due il più a lungo possibile. Inizialmente non era sicuro se la relazione sarebbe diventata romantica, e intendeva valutare la risposta pubblica alla loro amicizia prima di pianificare gli sviluppi futuri. Ha commentato: "Una parte di me pensa che dovrebbe essere il fidanzato, una parte di me pensa che dovrebbe essere solo il mentore. Non volevo decidere che fino a quando non siamo entrati in una sorta di metà stagione".
In Nel dicembre 2010, Colfer ha dichiarato: "I fan vogliono davvero che accada. È divertente quante persone vogliono vedere questi ragazzi agganciati. Vedremo." Basato sulla chimica dei personaggi e sul "clamore immediato" dei fan che voleva vederli in coppia, Murphy decise di far diventare Blaine l'interesse amoroso di Kurt.
Criss ha osservato: "Vogliamo tutti vedere Kurt felice, e come tutte le grandi storie d'amore, se hai due persone che possono stare insieme devi tenerlo in piedi." Considerando il potenziale futuro di Blaine e Kurt insieme, Murphy ha pianificato di trattarli allo stesso modo di tutte le altre relazioni di Glee, rendendo la loro associazione "imperfetta ed esposta come quella di tutti gli altri." Questo sentimento è stato ripetuto dal produttore esecutivo Brad Falchuk, dopo che i personaggi si sono baciati per la prima volta. Ha rivelato che la loro relazione non sarebbe andata a buon fine e ha osservato che una volta che le coppie iniziano a frequentarsi, "Tutto va all'inferno". Colfer ha suggerito che Kurt che ritorna a McKinley può causare difficoltà nella loro relazione, ma ha osservato che "La distanza fa crescere il cuore più affettuoso, giusto? È quello che mi dicono. Quindi anche se attraversassero alcuni dossi sulla strada, sarebbe molto realistico."
In una domanda e risposta con Billboard il giorno in cui" Born This Way "è corso con Kurt McKinley Al ritorno, Criss dichiarò che Blaine e Kurt erano "nelle fasi della luna di miele" della loro relazione e che sarebbero stati ancora "alla fine della [seconda] stagione". In un'intervista di luglio 2012 con E! Notizie, ha detto Colfer, "Vorrei fare qualcosa oltre a dire 'Ti amo', e penso che Darren [Criss] e io sia d'accordo. Siamo pronti per il prossimo passo. Stanno insieme da un po ' . Diamo un po 'di spezie e drammaticità. " Colfer ha scherzato sul fatto che non sapeva cosa ci fosse in serbo per la coppia, "Sento cose contrastanti. Sento che sono ancora insieme ma poi forse si stanno sciogliendo." Ora siamo come una vecchia coppia sposata. Scuotiamola!" Nell'episodio della seconda stagione "Sexy", Blaine rivela di avere una relazione tesa con suo padre.

## Performance musicali
Oltre alle canzoni presenti nella serie televisiva nell'album Glee: The Music Presents The Warblers sono state pubblicate altre due tracce cantate da Blaine e gli Usignoli: What Kind Of Fool di Barbra Streisand e Do Ya Think I'm Sexy? di Rod Stewart, tagliata dall'episodio Sexy.
| Episodio                   | Titolo della canzone                                     | Artista originale                                      | Con |
| -------------------------- | -------------------------------------------------------- | ------------------------------------------------------ | --- |
| Il primo bacio             | Teenage Dream                                            | Katy Perry                                             | Usignoli |
| Buon Natale                | Baby, It's Cold Outside                                  | Frank Loesser                                          | Kurt Hummel |
| Gioco di squadra           | Bills, Bills, Bills                                      | Destiny's Child                                        | Usignoli |
| Stupide canzoni d'amore    | When I Get You Alone                                     | Robin Thicke                                           | Usignoli |
| Stupide canzoni d'amore    | Silly Love Songs                                         | Paul McCartney                                         | Usignoli |
| Per un bicchiere di troppo | Don't You Want Me                                        | Human League                                           | Rachel Berry |
| Sexy                       | Animal                                                   | Neon Trees                                             | Kurt Hummel e Usignoli                                                                                          |
| La nostra canzone          | Misery                                                   | Maroon 5                                               | Usignoli |
| La nostra canzone          | Candles                                                  | Hey Monday                                             | Kurt Hummel |
| La nostra canzone          | Raise Your Glass                                         | Pink (cantante)                                        | Usignoli |
| Born This way              | Somewhere Only We Know                                   | Keane                                                  | Usignoli |
| Il ballo                   | I'm Not Gonna Teach Your Boyfriend How To Dance With You | Black Kids                                             | Brittany Pierce e Tina Cohen-Chang                                                                              |
| Il Pianoforte Viola        | It's Not Unusual                                         | Tom Jones                                              | Cheerios |
| Sono un Unicorno           | Something's Coming                                       | West Side Story                                        | Solista |
| Esprimi un desiderio       | Last Friday Night                                        | Katy Perry                                             | Nuove Direzioni                                                                                                 |
| La prima volta             | Tonight                                                  | West Side Story                                        | Rachel Berry |
| La prima volta             | One Hand, One Heart                                      | West Side Story                                        | Rachel Berry |
| Le elezioni                | Fuckin' Perfect                                          | Pink                                                   | Kurt Hummel |
| Crescere                   | Control                                                  | Janet Jackson                                          | Artie Abrams, Quinn Fabray e le Nuove Direzioni                                                                 |
| Crescere                   | Man in the Mirror                                        | Michael Jackson                                        | Finn Hudson, Artie Abrams, Noah Puckerman, Sam Evans, Mike Chang e le Nuove Direzioni                           |
| Uno straordinario Natale   | Extraordinary Merry Christmas                            | Canzone Originale                                      | Rachel Berry |
| Uno straordinario Natale   | Let It Snow                                              | Ella Fitzgerald                                        | Kurt Hummel |
| Uno straordinario Natale   | My Favorite Things                                       | The Sound of Music                                     | Rachel Berry, Kurt Hummel e Mercedes Jones                                                                      |
| Si\No                      | Moves like Jagger / Jumpin' Jack Flash                   | Maroon 5 feat. Christina Aguilera / The Rolling Stones | Artie Abrams, Mike Chang, Will Schuester, Finn Hudson e Noah Puckerman                                          |
| Michael                    | Wanna Be Startin' Somethin'                              | Michael Jackson                                        | Nuove Direzioni                                                                                                 |
| Michael                    | Bad                                                      | Michael Jackson feat. Janet Jackson                    | Santana Lopez, Artie Abrams e Sebastian Smythe                                                                  |
| Cuore                      | Love Shack                                               | The B-52's                                             | Kurt Hummel, Mercedes Jones, Rachel Berry e Brittany Pierce                                                     |
| Sto arrivando              | Cough Syrup                                              | Young the Giant                                        | Solista |
| Sto arrivando              | Fly / I Believe I Can Fly                                | Nicki Minaj ft. Rihanna / R. Kelly                     | Rachel Berry, Artie Abrams e Santana Lopez                                                                      |
| Il Fratellone              | Rio / Hungry like the Wolf                               | Duran Duran                                            | Cooper Anderson                                                                                                 |
| Il Fratellone              | Fighter                                                  | Christina Aguilera                                     | Solista |
| Il Fratellone              | Somebody That I Used to Know                             | Gotye ft. Kimbra                                       | Cooper Anderson                                                                                                 |
| Saturday Night Glee-ver    | You Should Be Dancing                                    | Bee Gees                                               | Mike Chang e Brittany Pierce                                                                                    |
| Saturday Night Glee-ver    | Night Fever                                              | Bee Gees                                               | Will Schuester, Joseph Hart e Sue Sylvester                                                                     |
| Addio Whitney              | It's Not Right but It's Okay                             | Whitney Houston                                        | Nuove Direzioni                                                                                                 |
| Addio Whitney              | My Love Is Your Love                                     | Whitney Houston                                        | Artie Abrams, Mercedes Jones e Kurt Hummel                                                                      |
| L'Ultimo Ballo             | Big Girls Don't Cry                                      | Fergie                                                 | Rachel Berry e Kurt Hummel                                                                                      |
| La Nuova Rachel            | Call Me Maybe                                            | Carly Rae Jepsen                                       | Brittany Pierce, Tina Cohen-Chang e Wade "Unique" Adams                                                         |
| La Nuova Rachel            | It's Time                                                | Imagine Dragons                                        | Solista |
| Britney 2.0                | Boys/Boyfriend                                           | Britney Spears/Justin Bieber                           | Artie Abrams |
| Cambio di Look             | Everybody Wants to Rule the World                        | Tears For Fears                                        | Solista |
| Fine di una Storia         | Barely Breathing                                         | Duncan Sheik                                           | Finn Hudson |
| Fine di una Storia         | Teenage Dream                                            | Katy Perry                                             | Solista |
| Fine di una Storia         | Don't Speak                                              | No Doubt                                               | Kurt Hummel, Rachel Berry e Finn Hudson                                                                         |
| Fine di una Storia         | The Scientist                                            | Coldplay                                               | Kurt Hummel, Rachel Berry, Finn Hudson, Santana Lopez, Brittany Pierce, Emma Pillsbury e Will Schuester         |
| Il Ruolo Adatto            | Hopelessly Devoted To You                                | Grease                                                 | Solista |
| Glease                     | Beauty School Drop Out                                   | Grease                                                 | Solista |
| I Superduetti              | Dark Side                                                | Kelly Clarkson                                         | Usignoli |
| I Superduetti              | Heroes                                                   | David Bowie                                            | Sam Evans |
| I Superduetti              | Some Nights                                              | Fun.                                                   | Le Nuove Direzioni                                                                                              |
| Canto del Cigno            | Don't Dream It's Over                                    | Crowded House                                          | Finn Hudson e le Nuove Direzioni                                                                                |
| Il Miracolo di Natale      | White Christmas                                          | Irving Berlin                                          | Kurt Hummel |
| Il Miracolo di Natale      | Have Yourself a Merry Little Christmas                   | Judy Garland                                           | Kurt Hummel, Finn Hudson, Noah Puckerman e le Nuove Direzioni                                                   |
| Sadie Hawkins              | No Scrubs                                                | TLC                                                    | Sam Evans, Artie Abrams, Joe Heart, Jake Puckerman e Ryder Lynn                                                 |
| Mettersi a Nudo            | Centerfold / Hot In Here                                 | The J. Geils Band/Nelly                                | Sam Evans, Artie Abrams, Joe Heart, Jake Puckerman e Ryder Lynn                                                 |
| Mettersi a Nudo            | This Is The New Year                                     | Ian Axel                                               | Le Nuove Direzioni                                                                                              |
| Una Vera Diva              | Diva                                                     | Beyoncé                                                | Brittany Pierce, Tina Cohen-Chang, Marley Rose, Kitty Wilde e Wade "Unique" Adams                               |
| Una Vera Diva              | Don't Stop Me Now                                        | Queen                                                  | Solista |
| Lo Voglio                  | Just Can't Get Enough                                    | Depeche Mode                                           | Kurt Hummel |
| Lo Voglio                  | We've Got Tonite                                         | Bob Seger                                              | Kurt Hummel, Finn Hudson, Rachel Berry, Quinn Fabray, Santana Lopez, Artie Abrams, Marley Rose e Jake Puckerman |
| Come nei Film              | Old Time Rock and Roll / Danger Zone                     | Bob Seger / Kenny Loggins                              | Sam Evans e i ragazzi delle Nuove Direzioni                                                                     |
| Come nei film              | Come What May                                            | Moulin Rouge!                                          | Kurt Hummel |
| Faida                      | I Still Believe / Super Bass                             | Mariah Carey / Nicki Minaj                             | Sue Sylvester                                                                                                   |
| Piaceri Proibiti           | Wake Me Up Before You Go-Go                              | Wham!                                                  | Sam Evans e le Nuove Direzioni                                                                                  |
| Piaceri Proibiti           | Against All Odds (Take a Look at Me Now)                 | Phil Collins                                           | Solista |
| Piaceri Proibiti           | Mamma Mia                                                | ABBA                                                   | Rachel Berry, Kurt Hummel, Santana Lopez e le Nuove Direzioni                                                   |
| Colpo al Cuore             | Say                                                      | John Mayer                                             | Le Nuove Direzioni                                                                                              |
| Originale                  | You Have More Friends Than You Know                      | Canzone Originale                                      | Sam Evans, Marley Rose e Wade "Unique" Adams                                                                    |
| Originale                  | Outcast                                                  | Canzone Originale                                      | Le Nuove Direzioni                                                                                              |
| Luci sul Passato           | We Will Rock You                                         | Queen                                                  | Le Nuove Direzioni                                                                                              |
| Luci sul Passato           | Longest Time                                             | Billy Joel                                             | Le Nuove Direzioni                                                                                              |
| Wonder-ful                 | Superstition                                             | Stevie Wonder                                          | Mercedes Jones, Marley Rose e le Nuove Direzioni                                                                |
| Tutto o Niente             | Hall of Fame                                             | The Script feat. will.i.am                             | Artie Abrams, Sam Evans, Jake Puckerman, Joe Heart e Ryder Lynn                                                 |
| Tutto o Niente             | All Or Nothing                                           | Canzone Originale                                      | Marley Rose |